# بيتة نو (شهدا بهشهر)
بیتة نو (بالفارسية: پیته‌نو) هي قرية تقع في إيران في قسم شهدا الريفي. يقدر عدد سكانها بـ 412 نسمة بحسب إحصاء 2016.